# Felix Hamrin
Pour les articles homonymes, voir Hamrin.
Felix Teodor Hamrin est un homme politique suédois né le 14 janvier 1875 à Mönsterås et mort le 27 novembre 1937 à Jönköping.
Il appartient au camp libéral et préside le Frisinnade folkpartiet jusqu'à sa fusion au sein du Folkpartiet, en 1934. Son mandat de Ministre d'État, du 6 août au 24 septembre 1932 (49 jours), est le plus court de l'histoire de la Suède.